# 东兴粗筒苣苔
东兴粗筒苣苔（学名：Loxostigma dongxingensis）为苦苣苔科斜柱苣苔属下的一个种。